# Karjala Tournament 2010
Karjala Tournament 2010 spelas under perioden 11–14 november 2010. Turneringen ingår i Euro Hockey Tour. Sverige inleder turneringen med en match på tjeckisk mark mot Tjeckien i České Budějovice och Budvar Arena. Övriga matcher spelades i Hartwall Areena, Helsingfors, Finland.

## Slutresultat
| Lag      | S | V | ÖV | ÖF | F | GM | IM | MS | P |
| -------- | - | - | -- | -- | - | -- | -- | -- | - |
| Finland  | 3 | 2 | 0  | 0  | 1 | 9  | 2  | +7 | 6 |
| Ryssland | 3 | 2 | 0  | 0  | 1 | 6  | 4  | +2 | 6 |
| Sverige  | 3 | 2 | 0  | 0  | 1 | 8  | 9  | −1 | 6 |
| Tjeckien | 3 | 0 | 0  | 0  | 3 | 4  | 12 | −8 | 0 |

## Resultat
Alla tider som anges är lokala
| 11 november 2010 18:10 (CET) | Tjeckien | 3 – 4 ( 2−1, 0−0, 1−3 ) | Sverige | Budvar Arena, České Budějovice, Tjeckien |

|  |                                                                 |  |                                                                                     |                                          |                                          |
|  | Hubacek (EQ) (10:56) Klepis (EQ) (18:25) Cervenska (EQ) (40:42) |  | Sjögren (EQ) (14:00) Nilsson (EQ) (47:16) Ekholm (EQ) (54:35) Nordgren (EQ) (54:57) | Domare: Olenin Konstantin Ravodin Alexei | Domare: Olenin Konstantin Ravodin Alexei |

| 11 november 2010 18:30 (EET) | Ryssland | 1 – 0 ( 0−0, 0−0, 1−0 ) | Finland | Hartwall Areena, Helsingfors, Finland |

|  |                     |  |  |                                      |                                      |
|  | Svitov (EQ) (57:50) |  |  | Domare: Pehr Claesson Patrik Sjöberg | Domare: Pehr Claesson Patrik Sjöberg |

| 13 november 2010 13:00 (EET) | Sverige | 3 – 2 ( 2−1, 1−1, 0−0 ) | Ryssland | Hartwall Areena, Helsingfors, Finland |

|  |                                                                |  |                                         | Åskådare: 6374                       |                                      |
|  | Nilsson (PP1) (2:11) Nordgren (PP1) (19:46) Melin (EQ) (28:28) |  | Kuljas (PP1) (7:24) Popov (PP1) (27:28) | Domare: Sami Partanen Jari Leppäalho | Domare: Sami Partanen Jari Leppäalho |

| 13 november 2010 16:30 (EET) | Finland | 5 – 0 ( 1−0, 3−0, 1−0 ) | Tjeckien | Hartwall Areena, Helsingfors, Finland |

|  |  |  |  |  |  |
|  |  |  |  |  |  |

| 14 november 2010 12:00 (EET) | Tjeckien | 1 – 3 ( 1−2, 0−0, 0−1 ) | Ryssland | Hartwall Areena, Helsingfors, Finland |

|  |                      |  |                                                                          | Åskådare: 4572 |  |
|  | Klepis (PP1) (13:31) |  | Perezjogin (BP1) (8:25) Grebesjkov (BP1) (18:36) Kajgorodov (EQ) (40:27) |                |  |

| 14 november 2010 17:30 (EET) | Finland | 4 − 1 ( 0−0, 0−1, 4−0 ) | Sverige | Hartwall Areena, Helsingfors, Finland |

|  |                                                                                          |  |                      | Åskådare: 13006                    |                                    |
|  | Puistola (PP1) (50:00) Kontiola (EQ) (52:04) Immonen (EQ) (56:48) Peltonen (ENG) (59:26) |  | Nilsson (EQ) (31:41) | Domare: Antonin Jerabek Jan Hribik | Domare: Antonin Jerabek Jan Hribik |

## Utmärkelser

### Bästa spelare
Turneringens arrangörer röstade fram följande spelare: 
- Bäste målvakt:  Vasilij Kosjetjkin
- Bäste försvarsspelare:  Mattias Ekholm
- Bäste anfallsspelare:  Petri Kontiola

### Medias all star-lag
- Målvakt:  Vasilij Kosjetjkin
- Försvarsspelare:  Jyrki Välivaara
- Försvarsspelare:  Magnus Johansson
- Anfallsspelare:  Janne Lahti
- Anfallsspelare:  Niko Kapanen
- Anfallsspelare:  Robert Nilsson